# ملفين بيرمان
ملفين بيرمان (بالإنجليزية: Melvin Berman)‏ هو زمّار أمريكي، ولد في 1929 في هارتفورد في الولايات المتحدة، وتوفي في 2 أبريل 2008 في تورونتو في كندا.

## وصلات خارجية
- ملفين بيرمان على موقع ميوزك برينز (الإنجليزية)
- ملفين بيرمان على موقع أول ميوزيك (الإنجليزية)
- ملفين بيرمان على موقع ديسكوغز (الإنجليزية)